# Deep Space Nine (stație spațială)
Deep Space Nine (prescurtat ca DS9) este o stație spațială fictivă unde are loc mare parte din serialul Star Trek: Deep Space Nine care a fost transmis prima dată între 1993 și 1999. Stația spațială a fost construită în jurul fostei stații spațiale cardassiene Terok Nor. După ce bajoranii s-au eliberat de lunga și brutala ocupație cardassiană, Federația Unită a Planetelor a fost invitată de către guvernul provizoriu de pe Bajor să administreze în comun stația spațială care orbitează în jurul planetei lor. Acesta servește ca bază pentru explorarea Cuadrantului Gamma prin gaura de vierme bajorană și este un centru de comerț și de călătorie pentru locuitorii din sector. Este condusă de un echipaj comun de ofițeri ai Flotei Stelare și bajorani și este baza unui număr de mici nave spațiale ale Flotei Stelare, precum și al navei stelare USS Defiant.

## Legături externe
- en Deep Space 9 la Memory Alpha (site wiki pentru Star Trek)
- en Mirror Universe Terok Nor la Memory Alpha (site wiki pentru Star Trek)